# 五十嵐新次郎

1960年『百万人の英語』にて(左)

五十嵐 新次郎（いがらし しんじろう、1915年（大正4年）6月10日 - 1975年（昭和50年）12月5日）は、日本の言語学者。専門は音声学。東京出身。

## 人物
早稲田大学高等師範部を卒業後、日本交通公社、国際文化振興会勤務を経て日本放送協会に入局した。日本放送協会では海外放送課に勤めた。
その後、1957年に早稲田大学教育学部英語英文学科教授に就任し、音声学などを教えた。教員としての職務の傍ら、『百万人の英語』など、ラジオ、テレビの英語講座を担当し、その容姿から「ヒゲの五十嵐」として親しまれた。
1965年3月から1966年3月まで日本テレビの『これがクイズだ』の司会者、出題者を務めた。
早大教授時代の教え子に、東後勝明、田辺洋二、松阪ヒロシ、大田昌秀等がいる。

## 著書

### 単著
- 『英米発音三十講 予備篇・母音篇』日本英語教育協会、1947年10月。
- 『英米発音三十講 子音篇』日本英語教育協会、1948年1月。
- 『英米発音三十講』語学出版社、1948年12月。
- 『英米発音新講』語学出版社、1950年12月。
  - 『英米発音新講』飯嶋信夫・石原明・上田稔・鈴木進・田辺洋二・東後勝明・藤井基精・松坂ヒロシ・水庭進改訂（改訂新版）、南雲堂、1981年12月。
- 『教室外英語教育』研究社〈英語科ハンドブックス 第10巻〉、1959年7月。
- 『英会話のエッセンス 口があれば英語が話せる』講談社〈ハウ・ツウ・ブックス〉、1964年9月。
- 『毎日10分英語トレーニング 英語らしい英語に慣れよう』実業之日本社〈実用小百科〉、1967年11月。

### 共著
- W.L.Moore、J.B.Harris、五十嵐新次郎『百万人の英会話』旺文社、1960年。

### 監修
- 『英語入門』（監修、小学館、小学館入門百科シリーズ） 1971